# ENGI
ENGI Co., Ltd. (Nhật: 株式会社エンギ Hepburn: Kabushiki-gaisha Enji), còn gọi là ENtertainment Graphic Innovation, hoặc Studio ENGI, là một xưởng phim hoạt hình Nhật Bản và là một công ty con thuộc Tập đoàn Kadokawa,  do chính Kadokawa đồng sáng lập với Tập đoàn Sammy và Ultra Super Pictures.

## Lịch sử
ENGI được thành lập bởi Kadokawa vào ngày 4 tháng 4 năm 2018 với các khoản đầu tư đến từ Tập đoàn Sammy và Ultra Super Pictures. Công ty có trụ sở tại Suginami, Tokyo.
Vào tháng 3 năm 2020, ENGI mở một chi nhánh có tên là ENGI Kurashiki Studio tại Kurashiki, tỉnh Okayama.

## Tác phẩm

### Phim truyền hình
| Tựa đề                                                               | Thời gian phát sóng                  | Đạo diễn                        | Số tập | Ghi chú |
| -------------------------------------------------------------------- | ------------------------------------ | ------------------------------- | ------ | --- |
| Kemono Michi: Rise Up                                                | 2 tháng 10, 2019 – 18 tháng 12, 2019 | Miura Kazuya                    | 12     | Dựa trên bộ manga của Akatsuki Natsume.                                                                                  |
| Uzaki-chan wa Asobitai!                                              | 10 tháng 7, 2020 – 25 tháng 9, 2020  | Miura Kazuya                    | 12     | Dựa trên bộ manga của Take.                                                                                              |
| Full Dive                                                            | 7 tháng 4, 2021 – 23 tháng 6, 2021   | Miura Kazuya                    | 12     | Dựa trên bộ light novel của Tuchihi.                                                                                     |
| Thám tử đã chết                                                      | 4 tháng 7, 2021 – 19 tháng 9, 2021   | Kurihara Manabu                 | 12     | Dựa trên bộ light novel của Nigojū.                                                                                      |
| Otomege Sekai wa Mob ni Kibishii Sekai desu                          | 3 tháng 4, 2022 – 19 tháng 6, 2022   | Miura Kazuya, Fukumoto Shinichi | 12     | Dựa trên light novel của Mishima Yomu.                                                                                   |
| Uzaki-chan wa asobitai! ω (mùa 2)                                    | 1 tháng 10, 2022 - 24 tháng 12, 2022 | Miura Kazuya                    | 12     | Phần tiếp theo của Uzaki-chan wa Asobitai!.                                                                              |
| Shinmai Renkinjutsushi no Tenpo Keie                                 | 3 tháng 10, 2022 - 19 tháng 12, 2022 | Ikehata Hiroshi                 | 12     | Dựa trên light novel của Itsuki Mizuho.                                                                                  |
| KanColle: Itsuka ano umi de                                          | 4 tháng 11, 2022 - 25 tháng 3, 2023  | Miura Kazuya                    | 8      | Dựa trên trò chơi điện tử do C2 và Kadokawa Games phát triển; nối tiếp câu chuyện từ mùa 1 (trước do diomedéa sản xuất). |
| Keiken Zumi na Kimi to, Keiken Zero na Ore ga, Otsukiai Suru Hanashi | 6 tháng 10, 2023 – 22 tháng 12, 2023 | Ōba Hideaki                     | 12     | Dựa theo light novel của Nagaoka Makiko.                                                                                 |
| Unnamed Memory                                                       | 9 tháng 4, 2024 – 25 tháng 6, 2024   | Miura Kazuya                    | 12     | Dựa theo light novel của Furumiya Kuji.                                                                                  |
| Medalist                                                             | tháng 1, 2025                        | Yamamoto Yasutaka               | –      | Chuyển thể từ manga của Tsurumaikada.                                                                                    |

### ONA
| Tựa đề           | Ngày phát hành                     | Đạo diễn         | Số tập | Ghi chú                         |
| ---------------- | ---------------------------------- | ---------------- | ------ | ------------------------------- |
| Odekake Kozame   | 1 tháng 8, 2023 – 10 tháng 5, 2024 | Maki Marina      | 60     | Dựa theo manga của Penguin Box. |
| Gamera: Tái sinh | 7 tháng 9, 2023                    | Seshita Hiroyuki | 6      | Dựa trên nhân vật Gamera.       |